# Festiwal Młodych Organistów i Wokalistów
Ogólnopolski Festiwal Młodych Organistów i Wokalistów im. Jerzego Popiełuszki – coroczny festiwal muzyki organowej i śpiewu odbywający się w Bydgoszczy. 

## Geneza
Pomysł festiwalu powstał podczas bydgoskiego Tygodnia Kultury Chrześcijańskiej w 1996 r. Inicjatywa pochodziła od Krzysztofa Drzewieckiego, a w pomoc przy organizacji przedsięwzięcia zaangażował się ks. prałat Romuald Biniak, Zespół Szkół Muzycznych im. Artura Rubinsteina i Akademia Muzyczna im. Feliksa Nowowiejskiego w Bydgoszczy. Patronat nad festiwalem objęli: ks. abp Henryk Muszyński, dyrektor Filharmonii Pomorskiej Andrzej Szwalbe i ówczesny wicewojewoda bydgoski Michał Joachimowski.
Początkowo siedziba komitetu organizacyjnego i miejsce odbywania koncertów mieściło się w kościele Polskich Braci Męczenników w Bydgoszczy. W latach 2001–2003 rolę organizatora spełniał Wojewódzki Ośrodek Kultury, w 2004 r. – Towarzystwo Miłośników Miasta Bydgoszczy, a w latach następnych Towarzystwo Inicjatyw Kulturalnych.
Obok młodych wirtuozów organów i śpiewu, programy festiwali uświetniali wybitni artyści, z kraju i zagranicy, jak np. kontratenor Paul Esswood - profesor Londyńskiej Royal Academy of Music (2002), organiści polscy: Julian Gembalski (Katowice), Roman Perucki (Gdańsk) czy Piotr Grajter i Mirosław Pietkiewicz (Bydgoszcz, Łódź). Na festiwalach występowały także chóry i zespoły instrumentalne, jak np. Chór Kameralny Akademii Muzycznej w Bydgoszczy, „Cappella Gedanensis”, orkiestra kameralna Akademii Muzycznej w Bydgoszczy oraz orkiestra Zespołu Szkół Muzycznych w Bydgoszczy. 

## Charakterystyka
Celem festiwalu jest promocja utalentowanych młodych wokalistów i organistów i kierowanie ich uwagi w dziedziny muzyki solowej i kameralnej. W festiwalu uczestniczą wyłącznie młodzi utalentowani wokaliści i organiści (studenci i absolwenci Akademii Muzycznych) z całej Polski oraz z zagranicy, a także soliści instrumentaliści oraz zespoły chóralne i orkiestrowe. Koncerty odbywają się we wnętrzach kościelnych różnych wyznań, w świątyni rzymskokatolickiej pw. Trójcy Świętej, ewangelicko – metodystycznej pw. Opatrzności Bożej i ewangelicko – augsburskiej pw. Zbawiciela. Twórcą formuły festiwalu oraz jego dyrektorem artystycznym w latach 1997 – 2006 był Krzysztof Drzewiecki, a po jego śmierci dr Andrzej Szadejko. W skład członków komitetu organizacyjnego wchodził m.in. prof. dr hab. Maciej Drzewiecki. 
Stylistyka festiwalu obejmuje koncerty recitalowe, kameralne, muzykę organową w towarzystwie innych instrumentów lub śpiewu. 